# Leo Castelli
Leo Castelli (Trieste, 4 settembre 1907 – New York, 21 agosto 1999) è stato un collezionista d'arte e mercante d'arte italiano naturalizzato statunitense.

## Biografia
Il suo vero nome era Leo Krausz e quando nacque Trieste faceva parte dell'Impero austro-ungarico. La città era un crocevia di etnie e di culture da quella tedesca, alla italiana, alla slava ed alla ebraica. Lo stesso padre di Leo - Ernesto Krauss, banchiere di origine ungherese - era ebreo, come la moglie Bianca Castelli, dalla quale Leo prese in seguito il cognome. Emigrò negli anni trenta a Parigi dove aprì una Galleria.
Parigi in quegli anni era il faro culturale di tutto il mondo. Nel 1941, in seguito all'invasione tedesca della Francia ed alle leggi razziali, si trasferì a New York. All'inizio espose artisti europei come Wassily Kandinsky, ma ben presto la «Leo Castelli Gallery» al numero 420 di West Broadway divenne famosa per gli artisti americani dell'espressionismo astratto come Jackson Pollock, Willem de Kooning, Robert Rauschenberg, Jasper Johns e Cy Twombly. Negli anni sessanta e settanta ebbe a contratto artisti come Frank Stella, Lee Bontecou, James Rosenquist, Roy Lichtenstein, Andy Warhol, Robert Morris, Donald Judd, e Dan Flavin. Anche negli anni ottanta organizzò mostre di importanti artisti contemporanei come Richard Serra. Negli anni novanta conobbe e seguì in alcuni suoi progetti l'architetto scultore Silvana De Stefano.
Nel 1987 gli è stato conferito il premio San Giusto d'Oro dai cronisti del Friuli Venezia Giulia.
Leo Castelli è stato sposato a Ileana Schapira, anche lei gallerista.